# Spielboden

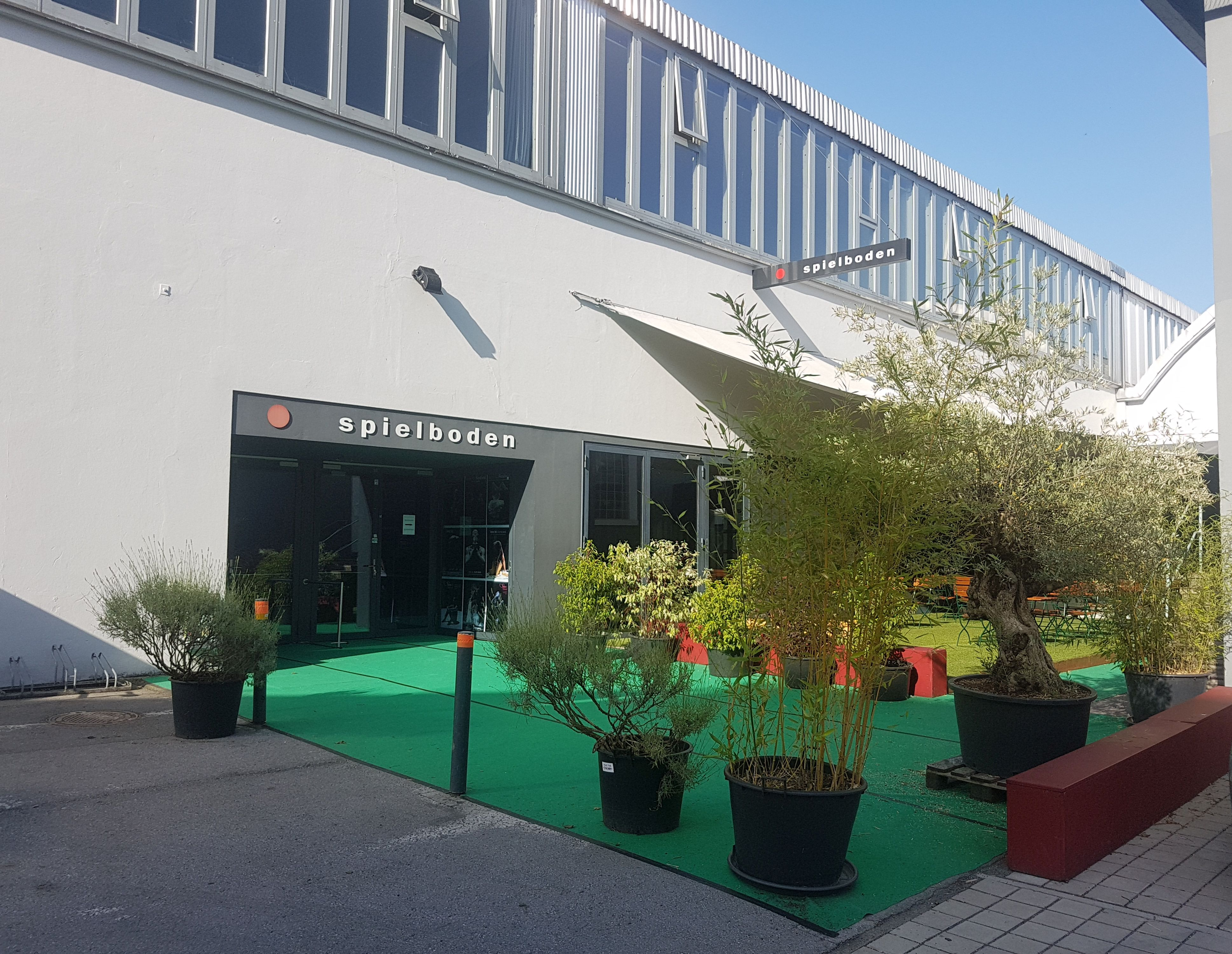
Spielboden (2019)

Der Spielboden in Dornbirn ist das größte Kulturzentrum im österreichischen Bundesland Vorarlberg. Der Spielboden liegt in der ehemaligen Textilfabrik "Rhombergs Fabrik" im Stadtteil Rohrbach. Am Spielboden finden in mehreren Sälen Konzerte, Tanzveranstaltungen, Lesungen, Poetry Slams, Vorträge, Theater- und Filmvorführungen und andere Kulturveranstaltungen statt. Neben einem Veranstaltungssaal für bis zu 600 Besucher gibt es die Kulturbar "Kantine" und einen Kinosaal sowie einen Probesaal, der auch zur Erarbeitung von Eigenproduktionen genutzt wird.

## Programm
Das Veranstaltungsprogramm gliedert sich nach Sparten und Kuratorien und wird von verschiedenen, meist ehrenamtlichen Kurator/inn/en zusammengestellt:
- Musik: Jazz&, Profile Jazzfestival, Worldmusic, Rock & Pop, Neue Musik, Spielbodenchor
- Theater: Aktionstheater, Projekttheater Vorarlberg, Kindertheater
- Tanz: Tanz ist-Festival, Flamenco, tanz vorarlberg
- Kabarett und Comedy
- Kinderprogramm: Kasperletheater, Kindertheater
- Literatur: Lesungen, Poetry Slam
- Film: Dok-Filme, Spielfilme
- Politik, Kultur, Gesellschaft: Vorträge und Diskussionen

## Struktur
Der Spielboden ist ein gemeinnütziger Verein. Operativ tätig ist die gemeinnützige "Spielboden Kulturveranstaltungsges mbH", eine 100%ige Tochter des Vereins. Der Spielboden finanziert sich neben den Eintritts- und Pachteinnahmen vor allem aus öffentlichen Förderungen (Stadt, Land, Bund), Mitgliedsbeiträgen, Sponsoring und Spenden.

## Geschichte
Der Spielboden wurde 1981 gegründet. Im zweiten Stock der Dornbirner Stadthalle (daher der Name "Spielboden": Spiel auf dem (Dach)boden) wurden schon vorher unter der Verantwortung der Jeunesse musicale Kulturveranstaltungen durchgeführt (z. B.: Verein Triangel: Vorarlberger Rockbands, Verein Literaturforum: Lesungen, Jeunesse musicale: Musikveranstaltungen u. a.). Alle diese Initiativen wurden dann im Vorstand des Vereins Spielboden zusammengeführt, blieben aber zunächst für sich autonom.
Obmann des Vereins Spielboden war 1981–1986 Ulrich Gabriel, dann folgten Walter Rigger, Peter Niedermair, Rainer Feurstein, Willi Pramstaller, Günther Hagen und Jürgen Thaler. Eines der wichtigsten Kulturprojekte zu Beginn war der dreijährige Kulturversuch "Wecken & Animieren", u. a. mit Klangmaschinenwettbewerb und politischem Kasperletheater. Es kam zu ständigen, zum Teil heftigen Auseinandersetzungen über die Kulturpolitik mit der Stadt Dornbirn und dem Land Vorarlberg. Der Spielboden erlangte zu dieser Zeit einen Ruf als Kulturveranstalter über die Grenzen des Landes Vorarlberg hinaus.
Obmann Willi Pramstaller betrieb seit 1995 den Auszug des Spielboden aus dem Kopfbau der Dornbirner Stadthalle, die mittlerweile von Wohnsiedlungen umgeben war. Das Kulturzentrum sollte im Rhomberg-Areal, einer ehemaligen Textilfabrik im Dornbirner Stadtteil Rohrbach neu und größer entstehen. Der Umbau der Industriehallen konnte mit Unterstützung der Stadt Dornbirn, des Landes Vorarlberg und des Bundes schließlich realisiert werden. Im Oktober 1997 wurden die neuen Räume in Rhombergs Fabrik bezogen. Gleichzeitig gründete Willi Pramstaller und der Vorstand die Spielboden Kulturveranstaltungs GmbH, deren Geschäftsführer bis Juli 1998 Willi Pramstaller war.
Durch höhere Baukosten, strukturelle und programmatische Probleme geriet die junge Gesellschaft 1998 in eine wirtschaftliche Krise, die zum Rücktritt des Geschäftsführers und des gesamten Beirates führte. Übergangsweise führten Reinhard Schiemer und Ulrich Gabriel gemeinsam die GmbH. Von 1999 bis 2005 sanierte Ulrich Gabriel als Geschäftsführer und Künstlerischer Leiter das Unternehmen Spielboden und führte das Kuratorenprinzip in Anlehnung an die Gründerjahre wieder ein. Sein Nachfolger Robert Renk verließ den Spielboden bereits nach einem Jahr.
Anfang 2007 formierte sich der Vereinsvorstand neu. Jürgen Thaler wurde neuer Obmann des Vereins. Als neuer Geschäftsführer wurde nach einem Personalauswahlverfahren Andreas Haim bestellt.